# Ranunculus gortanii
Ranunculus gortanii är en ranunkelväxtart som beskrevs av Sandro Alessandro Pignatti. Ranunculus gortanii ingår i släktet ranunkler, och familjen ranunkelväxter. Inga underarter finns listade i Catalogue of Life.